# Bengt Cortin
Bengt Cortin, född 1907, död 1960, var en svensk mykolog och svampboksförfattare. Han betydde mycket för att popularisera många svampar i Sverige, inte minst trattkantarell som länge ansågs mindervärdig, och han intresserade sig för många olika sätt att konservera och tillaga svamp. 
Hans böcker innehåller rekommendationer om vissa svampars ätlighet som numera inte anses stämma, till exempel uppger han att röd flugsvamp är ätlig och god efter förvällning (se till exempel Svampar i färg, Färgserien, Almqvist & Wiksell 1956). Cortin tog sitt efternamn efter svampsläktet Cortinarius, spindelskivlingar. Han var mycket förtjust i dessa och rekommenderade de mildsmakande som matsvampar. Numera betraktas även flera av dessa som giftiga.